# Ardizas
Ardizas é uma comuna francesa na região administrativa de Occitânia, no departamento de Gers. Estende-se por uma área de 8,52 km². Em 2010 a comuna tinha 227 habitantes (densidade: 26,6 hab./km²).